# Тарасовка (Андрушёвский район)
Тарасовка (укр. Тарасівка) — село на Украине, находится в Андрушёвском районе Житомирской области.
Код КОАТУУ — 1820384003. Население по переписи 2001 года составляет 93 человека. Почтовый индекс — 13425. Телефонный код — 4136. Занимает площадь 9,5 км².

## Адрес местного совета
13425, Житомирская область, Андрушёвский р-н, с.Зарубинцы, ул.Первомайская, 55